# 极速前进13
《极速前进13》（英語：The Amazing Race 13）是流行真人秀節目极速前进的第十三季。本季會繼續有數對不同關係的選手參賽，為最終大獎進行環球旅行挑戰，節目於美國CBS播放。
CBS原決定2007-08季度只進行一季比賽，但因為美國編劇協會罷工事件，促成了第12及13兩季節目。
本季參賽報名於2007年11月27日截止，準入圍者面試於12月至2008年1月進行，而最終入圍者面試於2月在洛杉磯舉行。節目的拍攝將在2008年4月至5月中進行。
《极速前进13》於2008年9月28日在CBS首播，而本節目播放時間為逢星期日晚上8時（東部及太平洋時間）。

## 比賽結果
| 隊伍                | 關係       | 分段比賽成績 | 分段比賽成績 | 分段比賽成績 | 分段比賽成績 | 分段比賽成績 | 分段比賽成績 | 分段比賽成績 | 分段比賽成績 | 分段比賽成績 | 分段比賽成績 | 分段比賽成績 | 路障完成情況           |
| 隊伍                | 關係       | 1            | 2            | ⊂3⊃          | 4            | 5            | 6            | 7            | 8            | ⊂9⊃4         | 10           | 11           | 路障完成情況           |
| ------------------- | ---------- | ------------ | ------------ | ------------ | ------------ | ------------ | ------------ | ------------ | ------------ | ------------ | ------------ | ------------ | ---------------------- |
| Nick & Starr        | 兄妹       | 1st          | 6th          | 6th          | 5th          | 1st          | 1st          | 1st          | 1stƒ         | 3rd          | 1st          | 1st          | Nick 5, Starr 3        |
| Ken & Tina          | 分居       | 2nd          | 1st          | 1st          | 1stƒ         | 4th          | 6th          | 4th          | 3rd          | 2nd          | 3rd5         | 2nd          | Ken 4, Tina 4          |
| Andrew & Dan        | 兄弟會成員 | 7th          | 8th          | 7th          | 6th          | 6th          | 5th          | 5th          | 4th3         | 4th          | 2nd          | 3rd          | Andrew 6, Dan 3        |
| Toni & Dallas       | 母子       | 6th          | 5th          | 2nd          | 4th          | 2nd          | 3rd          | 2nd          | 2nd          | 1st          | 4th6         |              | Toni 4, Dallas 5       |
| Terence & Sarah     | 初交往情侶 | 3rd          | 3rd          | 3rd          | 2nd          | 3rd2         | 4th          | 3rd          | 5th          |              |              |              | Terence 3, Sarah 4     |
| Kelly & Christy     | 離婚女士   | 5th          | 7th          | 8th          | 3rd          | 5th          | 2nd          | 6th          |              |              |              |              | Kelly 3, Christy 3     |
| Aja & Ty            | 遠距離情侶 | 8th          | 4th          | 5th          | 7th          | 7th          |              |              |              |              |              |              | Aja 2, Ty 2            |
| Marisa & Brooke     | 南方美人   | 10th         | 9th          | 4th          | 8th          |              |              |              |              |              |              |              | Marisa 2, Brooke 1     |
| Mark & Bill         | 摯友       | 4th          | 2nd          | 9th1         |              |              |              |              |              |              |              |              | Mark 1, Bill 1         |
| Anthony & Stephanie | 情侶       | 9th          | 10th         |              |              |              |              |              |              |              |              |              | Anthony 1, Stephanie 0 |
| Anita & Arthur      | 養蜂家夫婦 | 11th         |              |              |              |              |              |              |              |              |              |              | Anita 0, Arthur 0      |

^  注解1： 雖Mark & Bill在本賽段是第八名到達，但為在繞道中選擇乘計程車到進行繞道的目的地，沒有依規則步行前往目的地，因而被罰停三十分鐘。唯一落後於他們的隊伍Kelly & Christy在他們處罰時間完結前到達，而Mark & Bill因而跌到最尾而被淘汰。

^  注解2： 因Terence & Sarah在本賽段駕駛途中超速而被截停，需接受30分鐘罰時。由於此罰時於下一賽段起點才執行，故不影響本段名次，而下段他們會以第五名出發。

^  注解3： 雖Andrew & Dan在本賽段是第四名到達，但因他們無按指示徒步到終點，而乘搭了的士，他們被指示須回到完成繞道任務後的位置並徒步走到提示站。不過這沒有影響他們本段的名次。

^  注解4： 因無人使用此回轉，所以並沒有剪輯播出。

^  注解5： 雖Ken & Tina在本賽段是第三名到達，但因他們未有正確地完成繞道任務，他們被指示須取得尚未拿取的提示方能到提示站。

^  注解6： Tony & Dallas在本賽段遺失護照及所有金錢，主持人Phil在其他所有隊伍抵達提示站後，走到兩人進行繞道任務途中的地點宣告他們已被淘汰。

- 红 ：该队已被淘汰
- 下線藍：該隊最後抵達非淘汰提示站，他们需在下赛段接受減速障礙任務
- 綠ƒ：该队贏得通行證线索；而綠色的賽程號碼表示雖然該賽段有通行證但無隊伍使用
- 棕⊃：该队指定迴轉，⊂是被指定迴轉的队伍，⊂⊃表示该赛段有迴轉但無隊伍使用

## 每集標題語錄
每集標題通常引用自參加者在該集說過的話。
1. Bees Are Much Calmer Than All This! – Anita
2. Do You Like American Candy? –Marisa
3. Did You Push My Sports Bra Off the Ledge? –Christy
4. I Wonder If They Like Blondes in New Zealand? - Marisa
5. Do It Like a Madman – Dan
6. Please Hold While I Singe My Skull – Christy
7. My Nose Is on Fire - Sarah
8. I'm Like an Angry Cow - Terence
9. That Is Studly - Andrew
10. You're Gonna Get Me Killed - Tina
11. You Look Like Peter Pan - Starr

## 賽段奖項
本奖项颁发给每赛段的冠军队。本季所有旅遊獎項由Travelocity贊助。
- 第1段 - 雙人伯利茲旅遊
- 第2段 - 各人一部全地形車
- 第3段 - 雙人墨西哥Cabo San Lucas旅遊
- 第4段 - 雙人巴西·里約熱內盧旅遊
- 第5段 - 雙人美屬處女群島·聖約翰島旅遊
- 第6段 - 各人一部電動車
- 第7段 - 雙人夏威夷·考艾島旅遊
- 第8段 - 各人一部180匹WaveRunner水上電單車
- 第9段 - 雙人多明尼加共和國·Punta Cana旅遊
- 第10段 - 雙人安圭拉旅遊
- 第11段 - 美金一百萬

## 旅程
美国 →  巴西 →   玻利维亚 →  新西兰 →  柬埔寨 →  印度 →   →  俄羅斯 →  美国

## 賽程摘要

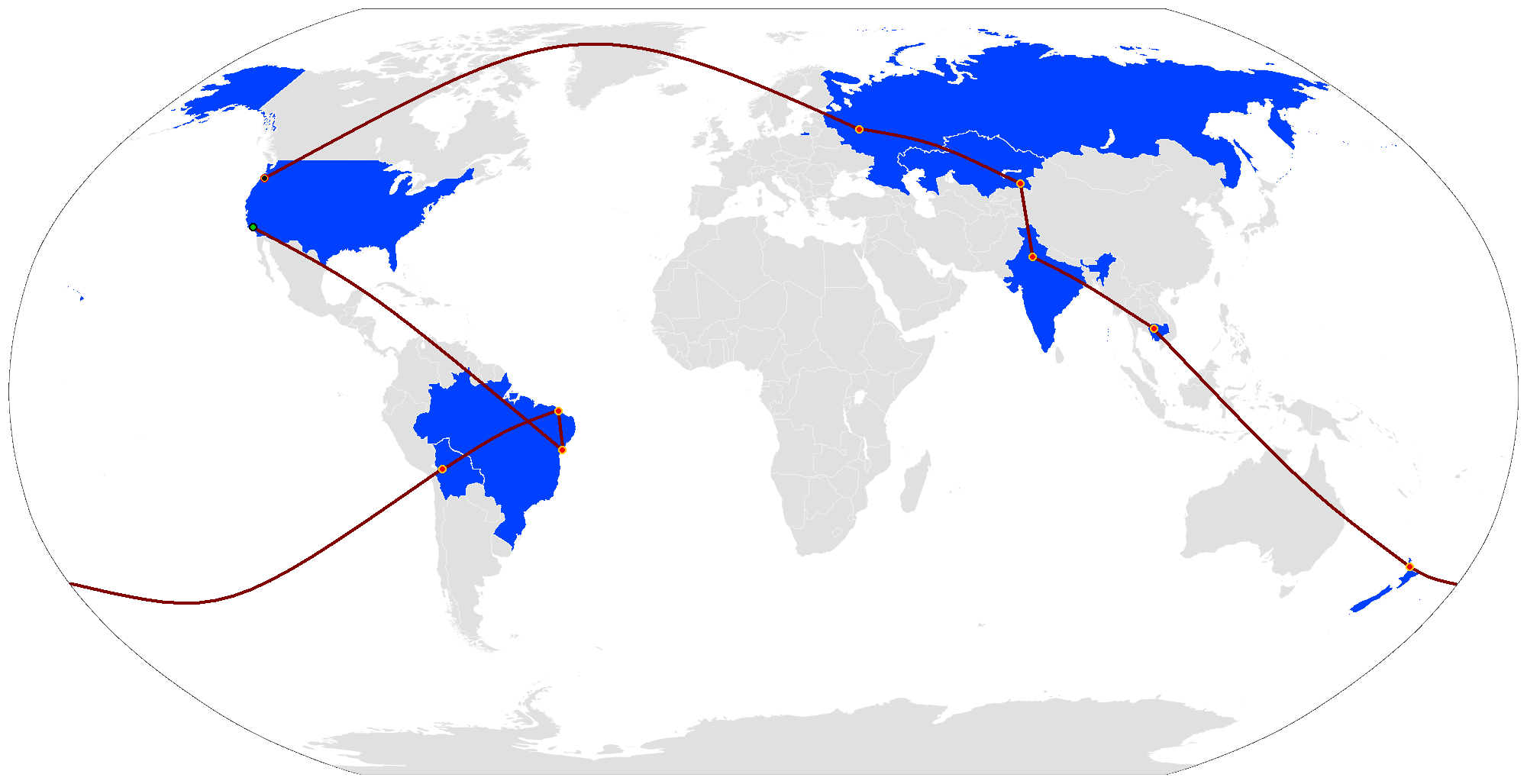
第十三季路線圖。

### 第1段（美國→巴西）
- 美國·加利福尼亞州·洛杉磯（洛杉磯紀念體育場）（起点）
- 洛杉磯（洛杉磯國際機場）至  巴西·巴伊亞·薩爾瓦多（萨尔瓦多－路易斯·爱德华多·马加良斯议员国际机场）
- 薩爾瓦多 (o Rei do Pernil三明治店) [AT1]
- 薩爾瓦多 (19º Batalhão de Caçadores Military Base)[AT2]
- 薩爾瓦多 (Largo do Pelourinho教堂)
- 薩爾瓦多 (Forte de São Marcelo)

绕道：硬著上--队伍要前往一座教堂，然后跪着爬完所有的台阶。爬到顶端后，桑巴鼓手会问一道问题。如果答对了，就能获得下一条线索。如果答错，队伍要绕着环路到达台阶底部从头再来。
软著陸--队伍要前往一座室外电梯，然后从240英尺高的绳网往下爬到地面，就能获得下一条线索。
附加任務
[AT1]：到达o Rei do Pernil Sandwich Shop之后，队伍要推着传统销售车穿过萨尔瓦多的街道前往一座广场。交给指定的人，从而获得下一条线索。
[AT2]到达19º Batalhão de Caçadores Military Base之后队伍要登记三个出发时间的其中一个（9：00，9：30，9：45）

### 第2段（巴西）
- 薩爾瓦多（萨尔瓦多－路易斯·爱德华多·马加良斯议员国际机场）至 塞阿臘·福塔雷薩（Pinto Martins國際機場）
- 昆布哥 (甘布高村(Praça do Cumbuco))[AT1]
- 昆布哥 (巴哈卡曼維)
- 塞阿臘 (華基雅達園)
- 福塔雷薩 (Cidade da Criança)

绕道：拖船--队伍要乘坐四轮车前往沙滩，然后队伍要用圆木将一艘传统的巴西船推行100码到达指定的水域，从而获得下一条线索。
碼頭--队伍要乘坐四轮车前往码头并选择一台电脑，在电脑的数据库里找到与线索一样的序列号，找到后会告诉他们集装箱所在的位置，然后队伍要在硕大的码头里找到该箱。找到后，下一条线索就在集装箱里。
路障：一名队员要在600英尺长的墙上找到下一个目的地。如果他们认为找到了，就要将找到的给一位画家看。如果正确，就能获得下一条线索。
附加任務
[AT1]：队伍要乘坐四轮车前往巴哈卡曼維，在那里小贩会给出下一条线索。

### 第3段（巴西→玻利维亚）
- 福塔雷薩（Pinto Martins國際機場）至  玻利维亚·拉巴斯（奥尔托国际机场）
- 拉巴斯（西蒙·玻利瓦爾像）[AT1]
- 拉巴斯（穆里約廣場 – 納瓦斯帽子店）[AT2]
- 拉巴斯 (阿瓦羅瓦廣場)
- 埃爾瓦爾托 (泰坦擂台)
- 拉巴斯 (米拉多山丘)

绕道：音樂遊行--队伍要步行前往两个广场，到达后挑选乐师并组成乐队，然后将乐队带到阿瓦罗瓦广场交给乐队指挥，从而换取下一条线索。
顛簸踏車--队伍要前往Mercado de las Brujas选两辆自行车，根据所附的地图，队伍要骑到同一个广场从而获得下一条线索。
路障：队员要将先前买来的帽子交给其中一位摔跤手，然后穿上摔跤服，在场外的摔跤台摔跤手会教给队员有六个基本动作组成的摔跤动作，如果队员认为自己已经掌握了这些动作，将会和摔跤手回到场内的摔跤台，如果裁判认为队员完成了这六个动作，就能获得下一条线索。如果任意一个动作做错，就得从头再来。
附加任務
[AT1]:队伍要在西蒙·玻利瓦爾像的广场上等待第二天的晨报，下一条线索就在分类广告里。
[AT2]：队伍要在穆里約廣場的納瓦斯帽子店里买个帽子，从而获得下一条线索。

### 第4段（玻利维亚→新西蘭）
- 拉巴斯（奥尔托国际机场）至  新西蘭·奧克蘭（奧克蘭國際機場）
- 奧克蘭（海灣港）[AT1]
- 奧克蘭（伊甸山）
- 奧克蘭（城市生活酒店）[AT2]
- 蒂普基 (Kiwi 360)
- 蒂普基 (夏山)

通行证：队伍要驱车前往天空塔。然后利用塔内的悬梯从甲板爬到顶端后，就可以获得通行证。
绕道：時間問題--队伍要驱车前往一座奇异果园，然后队伍要双脚踩出12夸脱果汁，完成后每名队员要喝完一杯才能获得下一条线索。
技巧問題--队伍要驱车前往顺风车天堂并组装两辆顺风车，之后乘坐组装好的顺风车在赛道上跑三圈。完成后就能获得下一条线索。
路障：一名队员要选择刺在毛利勇士脸上的图案，然后在众多的毛利勇士里找到拥有相同图案的。如果找错，毛利勇士会没收图案，队员得从头再来。如果找到了，勇士会给出下一条线索。
附加任務
[AT1]：到达海灣港后，队伍要解开绳结，从而获得下一条线索。
[AT2]：队伍要在城市生活酒店的顶楼利用望远镜寻找分散在附近的漫游精灵。发现后他们要找到漫游精灵，从而获得下一条线索。

### 第5段（新西蘭→柬埔寨）
- 奧克蘭（奧克蘭國際機場）至  柬埔寨·暹粒市（吳哥國際機場）
- 暹粒市（路邊泵油站）[AT1]
- 暹粒市（洞里薩湖 高安迪夫水上餐廳）
- 暹粒市（吳哥窟）
- 暹粒市（巴戎寺）

绕道：鄉村生活--队伍要乘船前往三个地点领取三个物品（牙医的假牙，裁缝的布娃娃，水上篮球场的篮球（每名队员必须投中一次篮）），然后将三件物品带回码头，从而获得下一条线索。
鄉村工作--队伍要乘船前往一座渔场，然后再齐腰深的水里找到两个有鱼的笼子，然后将有鱼的笼子带回码头。将鱼倒到篮子里，从而获得下一条线索。
路障：一名队员要在吴哥窟里找到Passat Kok Troung即回音室，然后队员要捶打胸口使声音回荡在房间里，之后就能获得下一条线索。
附加任務
[AT1]：队伍要选择一辆卡车，然后用手摇泵给车装25升的汽油。完成后，工作人员会给出下一条线索。

### 第6段（柬埔寨→印度）
- 暹粒市（吳哥國際機場）至  印度·德里（英迪拉·甘地國際機場）
- 德里（月光汽車）
- 新德里（大使酒店）[AT1]
- 新德里（巴哈伊教会）

绕道：洗錢--队伍要前往婚礼现场，制做一串由十张总共780卢比装饰的项链，队伍要用自己的钱兑换成正确的货币，然后将做好的卢比项链交给一对新人，从而换取下一条线索。
洗衣服--队伍要前往洗衣店，用传统炭块熨斗熨平20件衣物，如果洗衣女工认为队伍已经全部熨好了，就会给出下一条线索。
路障：一名队员先用报纸将嘟嘟车黄色的部分覆盖好，然后把黑颜色的部分涂成绿色。完成后，店主会给出下一条线索。
附加任務
[AT1]：到达大使酒店后，队伍要找到守门人，就能获得下一条线索。

### 第7段（印度）
- 新德里 (德舒班侯公寓)
- 德里（耆那教慈善禽鳥醫院）[AT1]
- 德里（胡馬雍陵）

路障：一名隊員走進正在慶祝歡悅節（又名五彩節）的群眾內，登上木梯，並從掛架上眾多的提示信封中找出正確的一個，任務途中隊員會不斷被投擲五彩的顏料。
绕道：朦朧的眼睛--隊伍沿著輸電線走，記下所有掛在電線上的號碼牌子的號碼，然後把之報告輸電線職員。如果答對，他們將可繼續前往附近的文具店為一隻電動格涅沙像駁上電源並從店員獲得下一条线索。
含淚的眼睛--隊伍搬運兩袋40磅的辣椒到指定地方，然後用臼和杵把辣椒磨成辣椒粉，如果評判滿意，則可獲得下一提示。
減速障礙:隊伍要到達一所寺廟，並用水杯供應在場的錫克人們聖水，如果能滿足在場所有人，再無人要取聖水的話，就可继续前进。
附加任務
[AT1]:在慈善禽鳥醫院內，隊伍需要搜索院內眾多的鳥籠里尋找下一提示。

### 第8段（印度→哈薩克斯坦）
- 德里（英迪拉·甘地國際機場）至  哈薩克斯坦·阿拉木圖（阿拉木圖國際機場）
- 阿拉木圖（艾列歹哥養雞廠）
- 阿拉木圖 (科克托別) [AT1]
- 阿拉木圖（舊廣場）

通行证：队伍要前往一家餐馆，然后品尝传统的哈萨克斯坦佳肴--吃羊后部最肥腻的部分。当队伍吃完这肥腻的佳肴后，就可获得通行证。
路障：一名队员要进入鸡棚在30000只鸡里找到7枚金蛋的其中一枚。找到后，就能获得下一条线索。
绕道：胡亂吹--队伍要前往民间乐器博物馆学习两种传统乐器，当导师认为他们熟悉了乐器，会带领队伍前往公园卖艺，当队伍挣得1.5美元后，就能获得下一条线索。
扮傻瓜--队伍要前往儿童木偶剧场找到换装室，换上牛装行走在阿拉木图的街道上，找到一家牛奶摊喝下一杯牛奶，杯底会显示下一个目的地--Zelyoniy集市。队伍继续穿牛装前往该集市的肉摊，从而获得下一条线索。
附加任務
[AT1]：乘起重车到达科克托別后，队伍要找到蒙古勇士，从而等待下一条线索。

### 第9段（哈薩克斯坦→俄羅斯）
- 阿拉木圖（阿拉木圖國際機場）至  俄羅斯·莫斯科（舍列梅季耶夫國際機場）
- 莫斯科 (克魯季茨斯魯耶修院)[AT1]
- 莫斯科 (科洛索克軍營)
- 茹科夫斯基（茹科夫斯基麵包店）
- 莫斯科 (Neskuchny sad公园)

繞道：开始两项任务前，队伍要穿上军装，裹上脚。
操兵--队伍要与俄罗斯军人一起练习正步，当两名队员认为准备好后，他们要进入列队行进一圈。一旦获得中士的满意后，就能获得下一条线索。
送湯--队伍要前往营地，给75位士兵盛甜菜汤。当每名士兵都有一碗汤后，就能获得下一条线索。
路障：一名队员要从卡车上搬运50袋55磅重的面粉送到面包店。完成后，就能获得下一条线索。
附加任務
[AT1]：到达克魯季茨斯魯修道院后，每人點上一支蠟燭，然後從教士手中拿到線索。

### 第10段（俄羅斯）
- 莫斯科（圖希諾公園 - 潛水艇）[AT1]
- 莫斯科 (伊斯古斯公園 - 烈士墓園)
- 莫斯科 (索科尼基公園)
- 莫斯科 (VDNkh公園 -全俄展览中心)

路障：一名队员要在公园里数清列宁和斯大林雕像的数量（列宁6斯大林2），将连个数字连在一起。然后前往古董书店并告诉店主数字，如果正确店主会给队员一本书，如果答错队员要等十分钟才能再尝试。然后根据从雕像得到数字62，队员要把书翻到第62页，根据书中的信息指引队员前往下一个目的地--布尔加科夫故居，当两名队员会合后，就能获得下一条线索。
繞道：列車--队伍要步行前往Sokolniki地铁站，然后搭乘地铁前往Ulitsa1905站找到做有标记的小吃店，在那里店主会给队伍一个传统点心，包装上印有下一个线索指引队伍前往Kitay-gorad站，在那里找到纪念发明西里字母的人所见的雕像和一位农妇，队伍用先前得到的点心换取一张明信片，明信片上显示的是最后一站--VDNkh公園站。在那里队伍会获得下一条线索。
公車--队伍要步行前往Sokolniki公园附近的公车站，搭乘电车前往Krasnoselskay站。在那里他们要找到一位锁匠，从而获得一把储物柜的钥匙，接着队伍要在乘一次电车前往Rizhshgaya站，找到与钥匙相配储物柜，打开后他们会发现印有同一目的地明信片。队伍要前往那里，获得下一条线索。
減速障礙：队伍要加入俄罗斯传统舞蹈团跳一段舞蹈，只要得到教练满意，就可继续前进。
附加任務
[AT1]:队伍要在潜艇里找到声纳室，找到一位曾主演过《猎杀红色十月》的人，他会给出下一条线索。

### 第11段（俄羅斯→美國）
- 莫斯科（多莫傑多沃國際機場）至  美國俄勒岡州·波特蘭（波特蘭國際機場）
- 紐伯格 （Tilikum Retreat Center）
- Cascade Locks （眾神之橋） [AT1]
- 波特蘭 （波特蘭大廈） [AT2]
- 波特蘭 （艾德街流動車攤擋(俄羅斯)）
- 波特蘭 （巫術甜餅圈）[AT3]
- 波特蘭 （比托赫大宅）

绕道：高而乾--队伍要爬上30英尺高的树，然后走过40英尺高的横木，每名队员必须跳到空中获得一半线索。低而濕--队伍要选择一根漂浮的木桥，走过850英尺的河流到达对岸，从而获得下一条线索。
附加任務
[AT1]:到达眾神之橋后，队伍要用滑索到达一座小岛。之后选择一块游戏板，板上有十块图片每个都代表一个赛段，然后根据顺序掀开图片就会出现众多路线标记，然后队伍要在150个线索盒里找到与标记相匹配的图案。找到所有图片后，就能获得下一条线索。
[AT2]：到达波特蘭大廈后，队伍要在Standard广场对面找到绿恐龙。然后步行前往艾德街找到以上一赛段段国家命名的流動車攤擋。
[AT3]：根据线索“魔术在洞中”指引队伍前往巫術甜餅圈。

## 資料來源及註釋
1. ↑  [.   [2008-12-01]. （原始内容存档于2008-12-04）. The Amazing Race: Episode Listings, TV.com（英文）]
2. ↑  [.   [2008-11-24]. （原始内容存档于2009-02-16）. Amazing Race 13 Episodes, TV Guide（英文）]

## 外部連結
- 官方網站 （页面存档备份，存于）